# Seven Femenino de Canadá 2023
El Seven Femenino de Canadá 2023 fue el quinto torneo de la Serie Mundial Femenina de Rugby 7 2022-23.
Se disputó en la instalaciones del Estadio BC Place de Vancouver.

## Formato
El torneo se disputó en un fin de semana, a lo largo de dos días. Participaran 12 equipos: los 11 de estatus permanente y otro invitado.
Se dividieron en tres grupos de cuatro equipos, donde cada uno de estos jugó un partido ante sus rivales de grupo. Cada victoria otorgó 3 puntos, cada empate 2 y cada derrota 1.
Los dos equipos con más puntos en cada grupo y los dos mejores terceros avanzaron a cuartos de final de la Copa de Oro. Los cuatro ganadores avanzaron a semifinales de la Copa de Oro, y los cuatro perdedores a semifinales del quinto puesto.
En tanto, los restantes cuatro equipos de la fase de grupos avanzaron a semifinales de la challenge trophy.

## Fase de grupos
|  | Avanzan a cuartos de final. |

### Grupo A
| Pos | Países        | Partidos | Partidos | Partidos | Tantos | Tantos | Tantos | Pts |
| Pos | Países        | G        | E        | P        | PF     | PC     | DP     | Pts |
| --- | ------------- | -------- | -------- | -------- | ------ | ------ | ------ | --- |
| 1   | Nueva Zelanda | 3        | 0        | 0        | 127    | 14     | 113    | 9   |
| 2   | Gran Bretaña  | 2        | 0        | 1        | 90     | 67     | 23     | 7   |
| 3   | Fiyi          | 1        | 0        | 2        | 73     | 74     | -1     | 5   |
| 4   | Colombia      | 0        | 0        | 3        | 24     | 159    | -135   | 3   |

| 3 de marzo | Fiyi | 24 - 26 | Gran Bretaña |  |  |

| 3 de marzo | Nueva Zelanda | 60 - 0 | Colombia |  |  |

| 3 de marzo | Fiyi | 42 - 24 | Colombia |  |  |

| 3 de marzo | Nueva Zelanda | 43 - 7 | Gran Bretaña |  |  |

| 4 de marzo | Gran Bretaña | 57 - 0 | Colombia |  |  |

| 4 de marzo | Nueva Zelanda | 24 - 7 | Fiyi |  |  |

### Grupo B
| Pos | Países    | Partidos | Partidos | Partidos | Tantos | Tantos | Tantos | Pts |
| Pos | Países    | G        | E        | P        | PF     | PC     | DP     | Pts |
| --- | --------- | -------- | -------- | -------- | ------ | ------ | ------ | --- |
| 1   | Australia | 3        | 0        | 0        | 95     | 17     | 78     | 9   |
| 2   | Francia   | 2        | 0        | 1        | 83     | 42     | 41     | 7   |
| 3   | Japón     | 1        | 0        | 2        | 31     | 78     | -47    | 5   |
| 4   | España    | 0        | 0        | 3        | 26     | 98     | -72    | 3   |

| 3 de marzo | Australia | 26 - 7 | Japón |  |  |

| 3 de marzo | Francia | 33 - 14 | España |  |  |

| 3 de marzo | Australia | 48 - 0 | España |  |  |

| 3 de marzo | Francia | 40 - 7 | Japón |  |  |

| 4 de marzo | Japón | 17 - 12 | España |  |  |

| 4 de marzo | Francia | 10 - 21 | Australia |  |  |

### Grupo C
| Pos | Países         | Partidos | Partidos | Partidos | Tantos | Tantos | Tantos | Pts |
| Pos | Países         | G        | E        | P        | PF     | PC     | DP     | Pts |
| --- | -------------- | -------- | -------- | -------- | ------ | ------ | ------ | --- |
| 1   | Estados Unidos | 3        | 0        | 0        | 56     | 36     | 20     | 9   |
| 2   | Irlanda        | 2        | 0        | 1        | 76     | 33     | 43     | 7   |
| 3   | Canadá         | 1        | 0        | 2        | 50     | 52     | -2     | 5   |
| 4   | Brasil         | 0        | 0        | 3        | 21     | 82     | -61    | 3   |

| 3 de marzo | Irlanda | 28 - 7 | Canadá |  |  |

| 3 de marzo | Estados Unidos | 20 - 7 | Brasil |  |  |

| 3 de marzo | Irlanda | 31 - 7 | Brasil |  |  |

| 3 de marzo | Estados Unidos | 17 - 12 | Canadá |  |  |

| 4 de marzo | Canadá | 31 - 7 | Brasil |  |  |

| 4 de marzo | Irlanda | 17 - 19 | Estados Unidos |  |  |

## Fase final

### Definición 9° puesto
|  | Semifinal | Semifinal | Semifinal |       |        | 9° puesto  | 9° puesto  | 9° puesto  |  |
|  |           |           |           |       |        |            |            |            |  |
|  |           |           |           |       |        |            |            |            |  |
|  | Brasil    | Brasil    | 5         |       |        |            |            |            |  |
|  | Brasil    | Brasil    | 5         |       |        |            |            |            |  |
|  | España    | España    | 12        |       |        |            |            |            |  |
|  | España    | España    | 12        |       | España | España     | 10         |            |  |
|  |           |           |           |       | España | España     | 10         |            |  |
|  |           |           | Japón     | Japón | 17     |            |            |            |  |
|  | Japón     | Japón     | Japón     | Japón | 17     | 43         |            |            |  |
|  | Japón     | Japón     |           |       |        | 43         |            |            |  |
|  | Colombia  | Colombia  | 0         |       |        | 11° puesto | 11° puesto | 11° puesto |  |
|  | Colombia  | Colombia  | 0         |       |        | 11° puesto | 11° puesto | 11° puesto |  |
|  |           |           |           |       |        |            |            |            |  |
|  |           |           |           |       |        | Brasil     | Brasil     | 26         |  |
|  |           |           |           |       |        | Brasil     | Brasil     | 26         |  |
|  |           |           |           |       |        | Colombia   | Colombia   | 12         |  |
|  |           |           |           |       |        | Colombia   | Colombia   | 12         |  |
|  |           |           |           |       |        |            |            |            |  |

### Definición 5° puesto
|  | Semifinal    | Semifinal    | Semifinal |        |      | 5° puesto    | 5° puesto    | 5° puesto |  |
|  |              |              |           |        |      |              |              |           |  |
|  |              |              |           |        |      |              |              |           |  |
|  | Fiyi         | Fiyi         | 28        |        |      |              |              |           |  |
|  | Fiyi         | Fiyi         | 28        |        |      |              |              |           |  |
|  | Gran Bretaña | Gran Bretaña | 19        |        |      |              |              |           |  |
|  | Gran Bretaña | Gran Bretaña | 19        |        | Fiyi | Fiyi         | 22           |           |  |
|  |              |              |           |        | Fiyi | Fiyi         | 22           |           |  |
|  |              |              | Canadá    | Canadá | 17   |              |              |           |  |
|  | Irlanda      | Irlanda      | Canadá    | Canadá | 17   | 12           |              |           |  |
|  | Irlanda      | Irlanda      |           |        |      | 12           |              |           |  |
|  | Canadá       | Canadá       | 24        |        |      | 7° puesto    | 7° puesto    | 7° puesto |  |
|  | Canadá       | Canadá       | 24        |        |      | 7° puesto    | 7° puesto    | 7° puesto |  |
|  |              |              |           |        |      |              |              |           |  |
|  |              |              |           |        |      | Gran Bretaña | Gran Bretaña | 25        |  |
|  |              |              |           |        |      | Gran Bretaña | Gran Bretaña | 25        |  |
|  |              |              |           |        |      | Irlanda      | Irlanda      | 5         |  |
|  |              |              |           |        |      | Irlanda      | Irlanda      | 5         |  |
|  |              |              |           |        |      |              |              |           |  |

### Copa de oro
|  | Cuartos de final | Cuartos de final | Cuartos de final |                |           | Semifinales | Semifinales | Semifinales |                |                | Copa         | Copa         | Copa |  |
|  |                  |                  |                  |                |           |             |             |             |                |                |              |              |      |  |
|  |                  |                  |                  |                |           |             |             |             |                |                |              |              |      |  |
|  | Australia        | Australia        | 29               |                |           |             |             |             |                |                |              |              |      |  |
|  | Australia        | Australia        | 29               |                |           |             |             |             |                |                |              |              |      |  |
|  | Fiyi             | Fiyi             | 5                |                |           |             |             |             |                |                |              |              |      |  |
|  | Fiyi             | Fiyi             | 5                |                | Australia | Australia   | 38          |             |                |                |              |              |      |  |
|  |                  |                  |                  |                | Australia | Australia   | 38          |             |                |                |              |              |      |  |
|  |                  |                  | Estados Unidos   | Estados Unidos | 0         |             |             |             |                |                |              |              |      |  |
|  | Estados Unidos   | Estados Unidos   | Estados Unidos   | Estados Unidos | 0         | 24          |             |             |                |                |              |              |      |  |
|  | Estados Unidos   | Estados Unidos   |                  |                |           |             |             |             |                |                |              |              |      |  |
|  | Gran Bretaña     | Gran Bretaña     | 5                |                |           |             |             |             |                |                |              |              |      |  |
|  | Gran Bretaña     | Gran Bretaña     | 5                |                |           |             |             |             |                | Australia      | Australia    | 12           |      |  |
|  |                  |                  |                  |                |           |             |             |             |                | Australia      | Australia    | 12           |      |  |
|  |                  |                  | Nueva Zelanda    | Nueva Zelanda  | 19        |             |             |             |                |                |              |              |      |  |
|  | Francia          | Francia          | Nueva Zelanda    | Nueva Zelanda  | 19        | 12          |             |             |                |                |              |              |      |  |
|  | Francia          | Francia          |                  |                |           |             |             |             |                |                |              |              |      |  |
|  | Irlanda          | Irlanda          | 10               |                |           |             |             |             |                |                |              |              |      |  |
|  | Irlanda          | Irlanda          | 10               |                | Francia   | Francia     | 7           |             |                | Tercer lugar   | Tercer lugar | Tercer lugar |      |  |
|  |                  |                  |                  |                | Francia   | Francia     | 7           |             |                | Tercer lugar   | Tercer lugar | Tercer lugar |      |  |
|  |                  |                  | Nueva Zelanda    | Nueva Zelanda  | 36        |             |             |             |                |                |              |              |      |  |
|  | Nueva Zelanda    | Nueva Zelanda    | Nueva Zelanda    | Nueva Zelanda  | 36        | 10          |             |             | Estados Unidos | Estados Unidos | 19           |              |      |  |
|  | Nueva Zelanda    | Nueva Zelanda    |                  |                |           |             |             |             | Estados Unidos | Estados Unidos | 19           |              |      |  |
|  | Canadá           | Canadá           | 5                |                |           |             |             |             |                |                | Francia      | Francia      | 7    |  |
|  | Canadá           | Canadá           | 5                |                |           |             |             |             |                |                | Francia      | Francia      | 7    |  |
|  |                  |                  |                  |                |           |             |             |             |                |                |              |              |      |  |

| Bandera de Nueva Zelanda |
| Campeón Nueva Zelanda    |
| 4º título del circuito   |